# Proedroj
Proedroj (gr. proedroi)- przewodniczący bule i eklezji w Atenach.
W IV wieku p.n.e. odebrano prytanom prawo do przewodniczenia zgromadzeniom, by nadać je proedrom. Proedrowie byli wybierani drogą losowania, po jednym z każdej fyli, z wyjątkiem tej, w rękach której znajdowała się właśnie prytaneja (prytania). Było ich więc dziewięciu. Stanowili oni rodzaj sekretariatu dla obu zgromadzeń. Drogą losowania wybierano jednego z nich, aby jako epistates proedrów przewodniczył obu zgromadzeniom.
Urząd ten dawał prawo do proedrii, czyli zajmowania honorowego miejsca podczas igrzysk, zawodów i różnych przedstawień. W teatrze proedrowie zajmowali miejsca w pierwszym rzędzie, gdzie rezerwowano dla nich specjalne siedzenia.